# マリアの恋人
『マリアの恋人』（Maria's Lovers）は、1984年公開のアメリカ映画。

## あらすじ
戦争から帰ってきた主人公は、戦時に受けたショックから、売春婦は抱けるのに愛する新妻は抱けない体になってしまう。妻は欲求不満になって、流れ者の歌手に身を委ねてしまう。そして妊娠するが、帰ってきた夫と再出発する。

## スタッフ
- 監督：アンドレイ・コンチャロフスキー

## キャスト
- ナスターシャ・キンスキー
- ジョン・サヴェージ
- キース・キャラダイン
- バッド・コート
- ロバート・ミッチャム[1]
- ヴィンセント・スパーノ
- アニタ・モリス
- カレン・ヤング
- ジョン・グッドマン